# Machtlos (Ronshausen)
Machtlos ist ein Ortsteil der Gemeinde Ronshausen im Landkreis Hersfeld-Rotenburg in Hessen.

## Geographische Lage
Der Ortsteil Machtlos ist etwa viereinhalb Kilometer vom Hauptort Ronshausen entfernt und liegt nordöstlich davon am Oberlauf des Steinbachs, einem rechten nördlichen Zufluss der Ulfe und ist allseits von den Wäldern des Richelsdorfer Gebirges umgeben, die vielfach bis nahe an die Ortslage heranreichen. Die Gemarkungsfläche beträgt 1263 Hektar (1961), davon sind 1141 Hektar, mithin mehr als 90 Prozent, bewaldet.

## Geschichte
Erstmals erwähnt wird der Ort im Jahre 1329 als „villa Mechtolves“. Mechtolves bedeutet so viel wie „der mächtige Wolf“. Andere Ortsnamen im Laufe der Jahrhunderte waren „Machtolf“ und „Machtolfes“. Seit 1983 ist das Dorf staatlich anerkannter Erholungsort.
Im Zuge der Gebietsreform in Hessen wurde zum 31. Dezember 1971 die bis dahin selbständige Gemeinde Machtlos eingegliedert in die Gemeinde Ronshausen. Für den Ortsteil Machtlos wurde ein Ortsbezirk mit Ortsbeirat und Ortsvorsteher nach der Hessischen Gemeindeordnung eingerichtet.

## Politik
Der Ortsbeirat besteht aus sieben Mitgliedern. Ortsvorsteher ist Udo Berle (FWG).

## Verkehr und Infrastruktur
In Machtlos liegt ein Ferienpark mit etwa 170 Häusern. 
Der Ort ist Endpunkt der Kreisstraße 57, die von der Landesstraße 3251 im Ulfetal abzweigt. Im Film Im Lauf der Zeit von Wim Wenders schlägt Robert vor, die Abzweigung nach Machtlos zu fahren, doch Bruno war schon einmal im Dorf.

## Kultur
Machtlos war Sieger bei der HR-Sendung Dolles Dorf 2019.

## Persönlichkeiten
- Heinrich Schneider (1814–1885), Mitglied der Kurhessischen Ständeversammlung